# 像素海盗
《像素海盗》为含有roguelike-like元素的横向卷轴动作冒险游戏，由独立游戏工作室Quadro Delta开发、Re-Logic发行，于2014年面世。游戏设定于海岛世界中，玩家需要建造海盗船、招募并训练船员，击败四位臭名昭著的海盗船长扬名立万。玩家身处程序生成的开放世界中，可在地图上选择航行目的地，参与船战、击败敌人、收集宝物，并通过培养技能来提升船员能力。
游戏于2013年开始制作，历经多个开发版本后，在2014年正式面世。2016年，游戏登陆PlayStation 4与Xbox One平台。同年，团队发布大型更新后，旋即停止开发。2023年，制作商重新启动开发工作。随后，开发者推出了可下载内容，并宣布开发网络版本。该作评价褒贬不一：沙盒玩法、以船夫号子为特色的配乐获得赞赏，但游戏机制、用户界面、游玩体验饱受批评。

## 玩法

《像素海盗》的岛屿由程序生成

《像素海盗》为横向卷轴动作冒险游戏，采用16位像素风格的精灵图和2D图像。本作为单人游戏，融合了角色扮演（尤其是roguelike-like）、平台移动、模拟经营、逻辑决策等元素。玩家扮演海盗船长，自由探索开放世界，但主要目标是击败四名臭名昭著的海盗船长。游戏提供新手教学，帮助玩家掌握核心机制。
玩家在设定好角色外貌和游戏难度后，会进入程序生成的世界中，从岛屿上开始冒险。游戏初期，玩家手中只有少量方块用于建造船只，以及一定数量的金币用于雇佣船员。玩家可决定船只规模、船员人数，还可为船只装备加农炮。角色会因过度饥饿、敌对海盗攻击、野生动物袭击等死亡；游戏采用永久死亡制，若船长死亡则游戏结束。
玩家可在各岛屿间航行、与敌人战斗、与岛屿上的居民互动。游戏世界有着人口规模和危险程度各异的岛屿。玩家可在世界地图上选择岛屿，由系统自动驾驶船只自动航向目标。航程中有昼夜循环，玩家需留意船员的饥饿程度与装备需求。海盗们的武器装备包括近战武器、远程武器乃至石块。若船只经过敌占区域，则会停下后进入战斗状态。战斗结果取决于玩家的决策及属性（如生命值、补给量、士气）。战斗胜利后，玩家可获得经验点数与装备，进而扩大船员队伍，以及强化游泳、清洁、烹饪、捕鱼等技能。此外，击败敌人后，玩家可以选择占领或摧毁对方船只。
不同岛屿上的居民对玩家的态度或有不同。有些岛屿上有野生动物，船员可使用笼子将其捕捉并驯服，使之加入船员行列。岛屿上也建有城镇，至多设有四种不同类型的商店，可在此购买食物等物品。海盗与商店老板的语音对话带点「松鼠音」腔调。岛屿上的酒馆可用作船员总部，玩家可在此用无限供应的食物和饮料（如麦酒）帮助船员疗伤，雇佣装备齐全的海盗壮大船队。船长可利用游戏中找到或购买的书籍，教授船员新技能。船员的属性会影响冒险风险。此外，船员甚至会在船上随地便溺。
该作数次更新，新增了多种难度模式。除标准玩法外，游戏还曾提供「竞技场模式」，海盗船长需守卫一座岛屿，抵御敌方海盗的入侵，他们的强度和速度都会不断提升。

## 开发与发行
《像素海盗》由Quadro Delta开发，并由Re-Logic发行。开发团队最初为两位独立游戏开发者，分别是芬兰的维塔利·基尔普（Vitali Kirpu）和西班牙的亚历山大·波伊斯基（Alexander Poysky）。波伊斯基表示，他之所以投身游戏开发领域，是因为受到Re-Logic公司及其2011年的独立沙盒游戏《泰拉瑞亚》的影响。他最初担任独立游戏的公关，后来成为GamersGate的内容管理负责人。当他结识基尔普并了解到其项目原型后，便决定与之合作。波伊斯基还称，他先前即认识Re-Logic的创始人安德鲁·斯平克斯（Andrew Spinks）。安德鲁通过Facebook看到游戏演示后，即决定为之发行。此外，Re-Logic也积极参与开发，就游戏设计与品质保证提供协助。波伊斯基担任游戏制作人，而基尔普在业余时间独自开发了整个游戏。后来米科·阿尔瓦拉（Mikko Arvala）加入团队，负责游戏后续的维护与开发。游戏还有专门的测试团队。游戏配乐由科尔·希克斯（Kole Hicks）原创，其中船夫号子的灵感来自于游戏《刺客信条IV：黑旗》。游戏中还有对猴岛小英雄系列游戏和加勒比海盗系列电影的致敬彩蛋。
游戏开发始于2013年年中，采用Unity引擎。同年11月，alpha测试版本面世，并通过了Steam青睐之光。2013年12月，《像素海盗》在Steam上推出抢先体验版本，波伊斯基表示，抢先体验模式帮助他们积累了人气并筹集了资金。开发者还主动提供了免费游戏的种子文件以供下载，希望借此推广游戏，还认为「那些想要盗版我们的游戏的人拦也拦不住」。2014年7月31日，游戏在Steam正式发售，支持Microsoft Windows、OS X、Linux平台。
正式版发布后的2015年4月23日，Quadro Delta免费向所有购买者推出了增强版。波伊斯基坦承，游戏初次发售时「未能达到团队的理想标准」，开发团队也为此发布了道歉信，承认开发中的不足，并保证会继续兑现当初的开发承诺、修复所有问题。增强版支持更多语言，还优化了游戏道具、技能、人工智能设计。Abstraction Games将该作移植至PlayStation 4与Xbox One端，505游戏于2016年2月16日发行该版本。移植版调整了操作方式，还新增了武器和道具等物品。游戏还曾登上PlayStation Plus服务，直至2023年5月下架。主机版发布时，该作也与《泰拉瑞亚》推出了联动内容。此外，Quadro Delta或曾有意为Android、iOS移动端制作游戏。
2016年起，《像素海盗》的开发进入长达七年的停滞期。Quadro Delta于2017年底宣布破产，两位创始人分道扬镳。但2023年1月，游戏开发再次重启，还发布了新补丁。此后游戏开始恢复定期更新。次月，游戏发布了首个可下载内容「Shrimp Legacy」。

## 评价
| 汇总媒体   | 得分                     |
| ---------- | ------------------------ |
| Metacritic | PS4：50/100 XONE：53/100 |

| 媒体                    | 得分   |
| ----------------------- | ------ |
| Eurogamer               | 5/10   |
| Gamekult                | 5/10   |
| IGN                     | 6.8/10 |
| The Games Machine義大利 | 6.8/10 |
| 3DMGAME                 | 7.0/10 |
| Multiplayer.it          | 5.5/10 |
| Pure Xbox               | 5/10   |
| Vandal                  | 5.5/10 |

根据汇总媒体Metacritic的数据，《像素海盗》获「褒贬不一或中等」的评价。抢先体验阶段时，评论者肯定了游戏的潜力。《PC Gamer》的克雷格·皮尔逊称它为「抢先体验游戏中可爱风格的绝佳范例」。但在主机版发布后，Everyeye.it的批评，「成品表现平平，毫无新意，让人无言以对」。IGN的何塞·罗德里格斯则称赞了游戏整体的表现，认为它融入了既富有创新又十分有趣的要素。游戏也获Indie DB年度独立游戏编辑选择奖。
批评者指，游戏机制和玩法存在明显问题，例如控制方式复杂、战斗系统令人困惑。为Gamekult撰文称，游戏在正式版发布时仍存在较多问题，人工智能更是「混乱不堪」。皮尔逊批评游戏地图模糊不清，还认为战斗设计亟需改进。Pure Xbox的编辑约瑟芬·劳顿表示，战斗操作常常失灵、不尽人意，攻击时画面时常抖动，玩家难以集中注意力。2014年正式版发布之初，游戏还缺少教程，玩家难以理解游戏机制；尽管后来增加了教程，但劳顿仍表示教程效果不佳，不足以引导玩家理解游戏的多数机制。不过，游戏的沙盒元素得到了肯定。评论者将游戏的建造系统与《席德·梅尔的海盗》相提并论。部分评论者批评游戏机制重复单调，例如Player.One的斯科特·克拉夫特认为玩法起初有趣，但很快便索然无味。
游戏的画面也受到一定批评。皮尔逊认为游戏画面华丽、配乐风格可爱，与其难度存在明显反差；不过克拉夫特则称赞「美术风格充满活力，非常契合主题」。劳顿也指责，背景单调缺乏生气，角色像素图形在背景上显得突兀。《The Games Machine》的罗伯托·图里尼表示像素风格偶尔显得杂乱。IGN另一编辑埃曼努埃尔·冈萨雷斯认为，岛屿的设计图形上令人舒适，但不同岛屿如出一辙。罗德里格斯称，PC版本的细节程度优于Xbox One版本。此外，游戏的用户界面因杂乱无章而受批评，评论者还认为主机版本的点选式界面不够友好。
配乐则得到普遍好评，特别是游戏中的船夫号子。冈萨雷斯认为音效虽简单但效果良好，3DMGAME的半神巫妖也认为音效细节处理良好，但部分音效有些刺耳。劳顿抱怨音乐总体上显得单调、令人厌烦。游戏配音获Player.One赞赏，Vandal的将角色夸张的喊声与百战天虫系列游戏的欢闹风格做联想。

## 衍生作品
2017年，Quadro Delta与Re-Logic合作开发的《像素星际海盗》面世。该作为战略角色扮演游戏，融合了《像素海盗》和《泰拉瑞亚》的元素，还加入了在线合作模式。
2023年9月，基尔普表示正在开发网络游戏《像素海盗Online》（Pixel Piracy Online）。

## 脚注

## 延伸阅读
- Converse, Cris. . BooksMango. 2016-03-10. ISBN 9781633237155 （英语）.